# Международно евразийско движение
Международното евразийско движение (на руски: Международное евразийское движение; на английски: International Eurasian Movement) е неправителствена организация, учредена на конгрес в Москва на 20 ноември 2003 година. Основател и ръководител на международното евразийско движение е руският геополитик Александър Дугин.
Неправителствената организация има представителства в 29 страни, включително:
- във всички страни-членки на Общността на независимите държави;
- в страни от Европейския съюз – Германия, Франция, Италия, Обединеното кралство;
- в Америка – Съединените щати, Венецуела, Чили;
- в мюсюлмански страни – Ливан, Сирия, Египет, Турция, Иран, Пакистан);
- в Индия, Япония, Виетнам и др.

В Русия международното евразийско движение има 36 регионални офиса.
Някои наблюдатели виждат в създаването на движението стремеж към установяване на нов световен ред Архив на оригинала от 2016-03-04 в Wayback Machine..

## Ръководство
Ръководният орган на Международното евразийско движение е Евразийският комитет. Евразийският комитет включва: Александър Гелевич Дугин (ръководител на Международното евразийско движение), Михаил Георгиевич Гаглоев (заместник-ръководител на международното евразийско движение), Валерий Михайлович Коровин (заместник-ръководител на международното евразийско движение), Михаил Леонидович Хазин, Наталия Викторовна Мелентева, Дмитрий Евгениевич Фурцев.